# فری‌بریج
فری‌بریج (به انگلیسی: Ferrybridge) یک روستا در بریتانیا است که در یورک‌شر و هامبر واقع شده‌است. فری‌بریج ۱٬۴۹۱ نفر جمعیت دارد.